# Armando Palacio Valdés

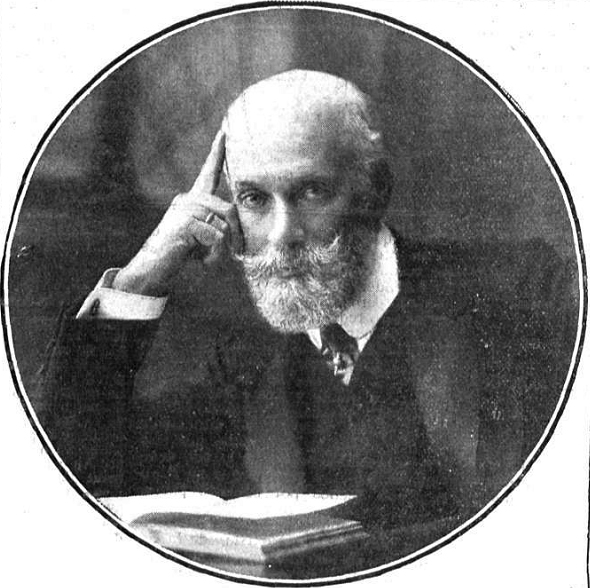
Armando Palacio Valdés.

Armando Palacio Valdés, född 4 oktober 1853, död 29 januari 1939, var en spansk litteraturkritiker och romanförfattare.
Efter tioårig verksamhet som litteraturkritiker övergick Palacio Valdés till romanförfattande, inom var ram han gav växlande tavlor av spanskt liv i olika provinser och folklager, därvid inströende inte så få självbiografiska drag. I Marta y María (1883, svensk översättning 1895) tecknade han mot bakgrunden av religiöst svärmeri en kärlekshistoria, och i José (1885, svensk översättning 1900) livet i en fiskarby i Palacio Valdés födelsebygd Asturien, sällskapslivet i Madrid i Riverita (1886) och Maximina (1887) samt politiska och sociala intriger i El cuarto poder (Fjärde statsmakten, 1888) och El origen del pensamiento (1894), andalusiska pöbelscener i Los majos de Cádiz (1896), en platonisk kärlekshistoria från Valencia i La alegría de capitán Robot (1899), patriarkaliskt lantliv i La aldea perdida ("Den undangömda byn", 1903) och i Sinfonía pastoral (1931). Några av Palacio Valdés senare romaner och noveller var rent självbiografiska som La novela de un novelista (1921). Sitt litterära testamente lade han fram i Testamento literario (1929). Handlingens utveckling i Palacio Valdés romaner är enkel, liksom hans stil, som för övrigt visar en riklig ansats av humor och ironi. Angenämt verkar den sympati, varmed han tecknar sina personer, i synnerhet kvinnorna, för övrigt vanligen starka typer i den spanska litteraturen. Palacio Valdés, som sörjde en tidigt avliden hustru, ägnade också kvinnora sin hyllning i El gobierno de las mujeres ("Kvinnostyrelse", 1931). Palacio Valdés blev mycket uppskattad och översatt i utlandet. Hans Obras completas i 22 band utgavs med början 1924.